# Las Juntas, Delstaten Mexiko
Las Juntas är en ort i Mexiko.   Den ligger i kommunen Tlatlaya och delstaten Mexiko, i den södra delen av landet, 160 km sydväst om huvudstaden Mexico City. Las Juntas ligger 526 meter över havet och antalet invånare är 130.
Terrängen runt Las Juntas är huvudsakligen kuperad. Las Juntas ligger nere i en dal. Runt Las Juntas är det ganska glesbefolkat, med 47 invånare per kvadratkilometer. Närmaste större samhälle är Santa Ana Zicatecoyan, 12,6 km öster om Las Juntas. I omgivningarna runt Las Juntas växer huvudsakligen savannskog.